# Landespolizeidirektion

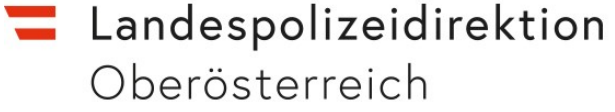
Logo der Landespolizeidirektionen am Beispiel der LPD Oberösterreich

Eine Landespolizeidirektion (abgekürzt LPD) ist in Österreich seit September 2012 eine dem Bundesministerium für Inneres unterstehende Sicherheitsbehörde II. und teilweise auch I. Instanz. Für jedes der neun Bundesländer ist eine Landespolizeidirektion eingerichtet.

## Entstehung und Geschichte
Im November 2011 wurde von der damaligen Innenministerin Johanna Mikl-Leitner und von Staatssekretär Josef Ostermayer ein Konzept für eine Zusammenführung der als Sicherheitsbehörden II. Instanz für jedes Bundesland eingerichteten Sicherheitsdirektionen, der insgesamt 14 als Sicherheitsbehörden I. Instanz eingerichteten Bundespolizeidirektionen und den Landespolizeikommanden zu insgesamt neun Landespolizeidirektionen vorgestellt.
Der Grund dafür war eine budgetäre Straffung von vormals 31 einzelnen Budgetposten auf nurmehr neun, weiters eine Kostenersparnis von ca. acht bis zehn Millionen Euro durch die Einsparung von Führungspersonal. Die Reform wurde im Frühjahr 2012 mit den Stimmen der Regierungsparteien SPÖ und ÖVP sowie der Oppositionsparteien FPÖ und BZÖ beschlossen, nur Die Grünen stimmten gegen die Reform. Die Reaktion der Landeshauptleute war ebenfalls durchwegs positiv.
Die neun Landespolizeidirektoren wurden am 31. August 2012 mit einem Festakt in den Redoutensälen der Hofburg der Öffentlichkeit vorgestellt. Bei ihnen handelte es sich hauptsächlich um die vormaligen Leiter der Sicherheitsdirektionen oder Landespolizeikommandanten. Die Umsetzung der Reform begann am 1. September 2012 und wurde mit 1. Jänner 2013 planmäßig abgeschlossen.

## Grundsätzliches

### Standorte und Zuständigkeit

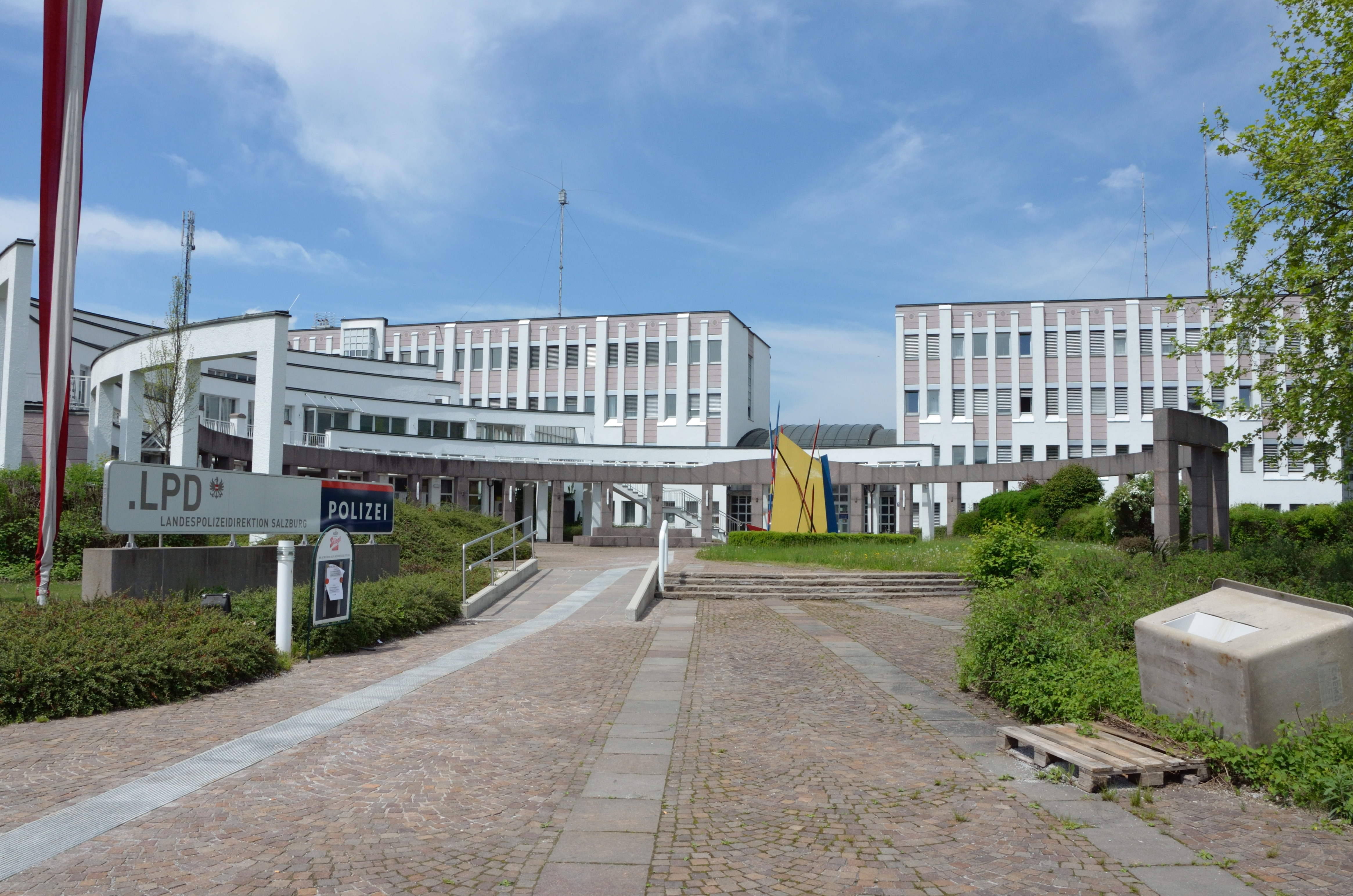
Gebäude der Landespolizeidirektion Salzburg

Die Landespolizeidirektionen sind gesetzlich in § 78a ff. Bundes-Verfassungsgesetz sowie in § 7 Sicherheitspolizeigesetz als Sicherheitsbehörden definiert. Sie haben ihren Sitz in der jeweiligen Landeshauptstadt und tragen die Bezeichnung Landespolizeidirektion mit dem Namen des Bundeslandes, für das sie eingerichtet sind. Die Landespolizeidirektionen fungieren als Sicherheitsbehörde I. und II. Instanz und als Leitung des Wachkörpers Bundespolizei auf Landesebene, indem ihnen die Besorgung des Exekutivdienstes übertragen worden ist. Dies ist erstmals eine Integrität von Sicherheitsbehörde und Wachkörper.

#### Als Sicherheitsbehörde
Als Sicherheitsbehörde II. Instanz unterstehen den Landespolizeidirektionen in allen Bundesländern außer Wien die Bezirkshauptmannschaften sowie in Niederösterreich die Bürgermeister der Statutarstädte Krems an der Donau und Waidhofen an der Ybbs als Bezirksverwaltungsbehörden und somit Sicherheitsbehörden I. Instanz.
Weiters ist sie für die Gebiete der Gemeinden Eisenstadt, Graz, Innsbruck, Klagenfurt, Leoben, Linz, Rust, Salzburg, Schwechat (einschließlich der außerhalb von Schwechat liegenden Teile des Flughafens Wien-Schwechat), St. Pölten, Steyr, Villach, Wels, Wien und Wiener Neustadt die Sicherheitsbehörde I. Instanz. Zur Wahrnehmung der Aufgaben vor Ort sind in den Städten Leoben, Schwechat, Steyr, Villach, Wels und Wiener Neustadt sowie in Wien insgesamt 20 Polizeikommissariate, die als Außenstellen der Landespolizeidirektionen fungieren, eingerichtet. In Gemeinden, in denen die Landespolizeidirektionen die Sicherheitsbehörde I. Instanz sind, darf kein Gemeindewachkörper eingerichtet werden.

#### Als Leitung des Wachkörpers Bundespolizei
Als Leitung des Wachkörpers Bundespolizei auf Landesebene unterstehen den Landespolizeidirektionen zudem die Bezirks- und Stadtpolizeikommanden sowie zahlreiche andere Organisationseinheiten des Wachkörpers Bundespolizei, beispielsweise die Schnellen Reaktionskräfte (SRK), wie die Schnellen Interventionsgruppen (SIG) und die Bereitschaftseinheiten (BE), die Einsatzeinheiten (EE), die Einsatzgruppen zur Bekämpfung der Straßenkriminalität (EGS) sowie die Grenzschutzeinheit PUMA.

### Aufgaben
Die wichtigste Aufgabe der Landespolizeidirektionen ist die Sicherheitsverwaltung, dazu gehört neben der Sicherheitspolizei auch das Pass- und Meldewesen, die Fremdenpolizei, die Überwachung des Eintrittes in das Bundesgebiet und des Austrittes aus ihm, das Waffen-, Munitions-, Schieß- und Sprengmittelwesen sowie das Pressewesen und Vereins- und Versammlungsangelegenheiten. Eine weitere wichtige Aufgabe ist die Verkehrspolizei.
In den Gemeinden, in denen die Landespolizeidirektionen Sicherheitsbehörde I. Instanz sind, ist trotzdem immer der Bürgermeister beziehungsweise die Bezirkshauptmannschaft die Pass- und Meldebehörde.
Weiters obliegt es den Landespolizeidirektoren, durch Verordnung auf Antrag der jeweiligen Gemeinden einen Gemeindewachkörper zur Besorgung des Exekutivdienstes den Bezirksverwaltungsbehörden beizugeben.

## Struktur

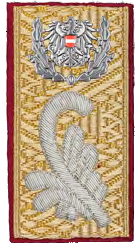
Aufschubdistinktion eines Beamten mit dem Dienstgrad Landespolizeidirektor

Die Landespolizeidirektionen sind monokratische Behörden. Der Leiter einer Landespolizeidirektion ist der Landespolizeidirektor, der in Wien traditionell als Landespolizeipräsident bezeichnet wird.
Die Grundstrukturen wurden für alle Landespolizeidirektionen großteils einheitlich festgelegt, lediglich die Landespolizeidirektionen Wien und Vorarlberg haben davon abweichende Strukturen.

### Grundstruktur der Landespolizeidirektion (außer Wien)

#### Führung
Die Landespolizeidirektionen gliedern sich in die Geschäftsführung und fachlich in Abteilungen. Der Landespolizeidirektor nimmt gemeinsam mit seinen beiden Stellvertretern die Geschäfte wahr; direkt unterstellt sind ihm das Büro Öffentlichkeitsarbeit und interner Betrieb sowie das Büro Controlling. Trotz der Organisation als monokratische Behörde soll der Landespolizeidirektor weitreichende Entscheidungen – zum Beispiel was Strategien und Ziele betrifft – aber gemeinsam mit seinen beiden Stellvertretern treffen. 

#### Geschäftsbereich A
Dem Stellvertreter im Geschäftsbereich A Strategie und Einsatz ist das Büro Organisation, Strategie und Dienstvollzug mit den Referaten Organisation, Strategie und Dienstvollzug und Polizeiärztlicher Dienst zugeordnet. Dieser Geschäftsbereich umfasst unter anderem die Bereiche Strategieentwicklung und -umsetzung, Budget- und Investitionsplanung, Personalentwicklung und Dienstvollzugangelegenheiten. 

#### Geschäftsbereich B
Der Landespolizeidirektor-Stellvertreter im Geschäftsbereich B Verfahren und Support ist für die Büros Rechtsangelegenheiten, Qualitäts- und Wissensmanagement sowie Budget verantwortlich. In diesen Bereichen werden unter anderem generelle Angelegenheiten der Landespolizeidirektion als Oberbehörde, Rechts- und Verfahrensangelegenheiten, Datenschutz sowie grundsätzliche Infrastruktur- und Beschaffungsangelegenheiten behandelt.

#### Weitere Einheiten
Der Geschäftsführung nachgeordnet sind die Abteilungen der Landespolizeidirektionen angesiedelt: die Einsatzabteilung (EA), die  Fremden- und grenzpolizeiliche Abteilung (FGA), die Landesverkehrsabteilung (LVA), das Landeskriminalamt (LKA), das Landesamt für Verfassungsschutz und Terrorismusbekämpfung (LVT), die Sicherheits- und Verwaltungspolizeiliche Abteilung (SVA), die Personalabteilung (PA) und die Logistikabteilung (LA). Sie werden wiederum in Referate und Fachbereiche unterteilt. Landeskriminalamt, Landesamt für Verfassungsschutz und Terrorismusbekämpfung und Landesverkehrsabteilung gelten als Dienststellen.

#### Vorarlberg
Da die Landespolizeidirektion Vorarlberg für keine Gemeinde die Sicherheitsbehörde I. Instanz ist, ist keine Sicherheits- und Verwaltungspolizeiliche Abteilung eingerichtet.

### Grundstruktur der Landespolizeidirektion Wien
Für Wien wurde eine eigene Struktur der Landespolizeidirektion eingerichtet, die sich aus den historischen Gegebenheiten und der Doppelrolle Wiens als Land und Gemeinde ableitet.